# یو لیپینگ
یو لیپینگ (انگلیسی: Yu Liping؛ زادهٔ ۲۲ دسامبر ۱۹۹۳ ‏(۳۱ سال)) بازیکن زن راگبی ۷ نفره اهل چین است. وی در بازی‌های المپیک تابستانی ۲۰۲۰ شرکت کرده‌است.